# Hoseinīye-ye Erschād

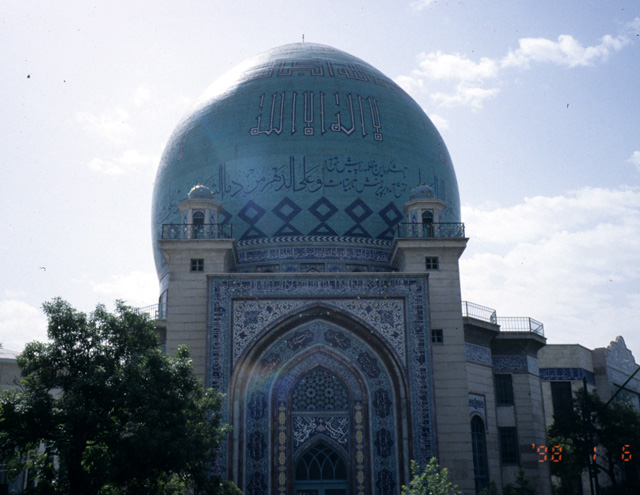
Hoseiniye-Erschād in Teheran

Hoseinīye-ye Erschād (persisch حسینیه ارشاد, DMG Ḥoseinīye-ye Eršād) ist eine religiöse Institution mit Sitz in Teheran im Iran. Sie veranstaltet Vorträge zu historischen, kulturellen, gesellschaftlichen und religiösen Themen. Der Politiker Naser Minatschi (1931–2014) war einer ihrer Mitbegründer.
Die Institution war vom Schah Mohammad Reza Pahlavi für lange Zeit toleriert worden, der die Islamisten als Mittel zur Bekämpfung der „Linken“ ansah, 1972 wurde sie jedoch von der damaligen Pahlavi-Regierung geschlossen. Während der Islamischen Revolution wurde sie wiedereröffnet.
Ali Schariati (1933–1977) hielt hier vor der Revolution seine Anti-Pahlavi-Reden. Mir Hossein Mussawi (unter dem Pseudonym Hossein Rah'jo) und Zahra Rahnaward stellten hier zur gleichen Zeit Kunstwerke aus. In der Einrichtung befindet sich eine große Buchhandlung, die nach der Islamischen Revolution eingerichtet wurde. Sie vertreibt hauptsächlich religiöse Werke.